# Чукмасов Сергій Федорович
Сергій Федорович Чукмасов (24 вересня 1892, Єлисаветград — 1970, Дніпропетровськ) — український радянський технолог-машинобудівник, триболог. Доктор технічних наук (1947), професор (1949). Лауреат Державної премії УРСР в галузі науки і техніки (1971). Автор теорії триєдиної системи вузла тертя, методу гарячого пакетування металобрухту.
З 13-річного віку, протягом 25 років, обіймав різні посади на Олександрівському Південноросійському залізоробному і залізопрокатному заводі Брянського акціонерного товариства (пізніше — Дніпропетровському металургійному заводі імені Григорія Петровського; 1905—1930). У 1930 році розпочав науково-педагогічну діяльність у Дніпропетровському металургійному інституті, віддавши йому 40 років роботи. Автор понад 70 наукових робіт, близько 10 авторських свідоцтв на винаходи.

## Життєпис
Народився 24 вересня 1892 року в Єлисаветграді на теперішній Кіровоградщині в родині писаря. У чотирирічному віці втратив батька.
З 13 років працював у технічному бюро Олександрівського Південноросійського залізоробного і залізопрокатного заводу Брянського акціонерного товариства. У 1911 році закінчив технічне залізничне училище Катеринослава. З 1921 року — службовець, технік-конструктор Олександрівського Південноросійського заводу. З 1925 року — директор заводського технікуму, завідувач професійно-технічних курсів.
У 1930 році закінчив кафедру прикладної механіки Дніпропетровського гірничого інституту, здобувши спеціалізацію «Інженер заводської механіки». Учень професорів Ярослава Грдини, Олександра Динника, Володимира Маковського, Костянтина Реріха, Олександра Співаковського тощо. Відтоді ж — старший інженер-методист, пізніше — доцент кафедри механізації та помічник декана Дніпропетровського металургійного інституту (ДМІ).
У 1940 році захистив дисертацію та здобув науковий ступінь кандидата технічних наук. З початком німецько-радянської війни робота ДМІ була переведена до Магнітогорського гірничо-металургійного інституту, де Сергій Чукмасов працював доцентом кафедри прикладної механіки, деякий час виконував обов'язки завідувача кафедри.
Після завершення війни повернувся до ДМІ, де у 1948 році обійняв посаду завідувача кафедри вантажопідйомних машин (пізніше — деталей машин і підйомно-транспортних машин). За рік до цього здобув науковий ступінь доктора технічних наук, захистивши дисертацію на тему «Проблемы трения в подшипниках скольжения металлургических машин». У 1949 році затверджений у вченому званні професора.
Керував кафедрою деталей машин і підйомно-транспортних машин до кінця життя. Жив у Дніпропетровську, в будинку № 2 по вулиці Гоголя. Помер на 78-му році життя у 1970 році.

### Родина
- Син — науковець-металург, кандидат технічних наук, учасник німецько-радянської війни Олександр Чукмасов.
  - Онук — науковець-металург, доктор технічних наук, підприємець, народний депутат України 2-го, 3-го та 5-го скликань Сергій Чукмасов (нар. 1955)[1].

## Наукова та громадська діяльність
Автор понад 70 наукових робіт, близько 10 авторських свідоцтв на винаходи. Науковий керівник близько 25 кандидатів наук. Серед учнів Сергія Чукмасова — Лев Цехнович, Василь Єсаулов, Леонід Ксаверчук тощо.
Під час роботи в Магнітогорську займався впровадженням смазок-замінників, розробляв антифрикційні системи для рольгангів вальцювальних станів, брав активну участь у будівництві підшипникового заводу. В лабораторії металознавства спільно з Георгієм Заморуєвим сконструював машину для вивчення зносу металу.
В Дніпропетровську розробив теорію триєдиної системи вузла тертя, яка пізніше була розвинута, зокрема, доктором технічних наук Михайлом Хрущовим. Автор методу гарячого пакетування металобрухту. Співзасновник наукової школи надійності та довготривкості деталей та вузлів механічного та підйомно-транспортного обладнання.
Двічі депутат районної ради Дніпропетровська. Голова Дніпропетровського обласного комітету профспілки працівників вищої школи. Член техніко-економічної ради Міністерства чорної металургії УРСР. Єдиний представник України на Всеросійському з'їзді залізничників у 1917 році.
У 1971 році був посмертно нагороджений Державною премією УРСР в галузі науки і техніки «за створення і впровадження в промисловість комплексів машин та механізмів з підготовки металевої шихти для металургійних печей».

## Науковий доробок (частковий)
- Проблемы трения в подшипниках скольжения металлургических машин: диссертация доктора технических наук : 05.00.00. — Днепропетровск, 1946. — 230 с. : ил. + Прил.: (44 с. : черт.).
- Исследование условий работы локомотивов: [Сборник статей] / МПС ГУУЗ. Днепропетр. ин-т инженеров ж.-д. транспорта. Кафедра подвижного состава и тягового хозяйства ; [Ред. д-р техн. наук проф. С. Ф. Чукмасов и др.]. — Днепропетровск: [б. и.], 1961. — 192 с. : ил.
- Футерование ручьев крановых блоков. — Днепропетровск: [б. и.], 1965. — 13 с. : ил.
- Антифрикционные свойства и изностойкость бронзы, чугуна и графитизированной стали / С. Ф. Чукмасов, А. В. Трушин, Н. М. Фетисов // Технология и организация производства. — Киев, 1966.
- Повышение долговечности зубьев ковшей карьерных экскаваторов / С. Ф. Чукмасов, С. Л. Бабченко ; Днепропетр. металлург. ин-т. Днепропетр. инж.-строит. ин-т. — Днепропетровск: Промiнь, 1967. — 17 с. : ил.
- Пакетирование стального лома / С. Ф. Чукмасов, А. И. Зазимко, П. И. Пузырьков и др. — Киев: Технiка, 1967. — 138 с. : ил.
- Опыт применения вагонных тормозных колодок, отливаемых из чугунов Керченского месторождения / В. И. Худокормов, В. П. Есаулов, С. Ф. Чукмасов ; Днепропетр. вагоностроит. з-д им. Кирова. — Днепропетровск: Промiнь, 1969. — 147 с. : ил.
- Переработка чугунного лома: Технология и оборудование / А. И. Зазимко, В. Н. Щепанский, С. Н. Товбин, С. Ф. Чукмасов. — Киев: Технiка, 1972. — 196 с. : черт.

### Авторські свідоцтва на винаходи (у співавторстві)
- 1948 — «Установка для горячего пакетирования стальной стружки и жестяных обрезков»
- 1962 — «Уравнительное устройство для сдвоенных полиспастов»
- 1965 — «Стенд для испытания на износ грузовых и ходовых винтов и гаек»
- 1967 — «Зуб ковша экскаватора»
- 1968 — «Чугун для тормозных колодок»
- 1970 — «Устройство для маневрирования конусом засыпного аппарата доменной печи»
- 1974 — «Чугун»

## Нагороди
- 1945 — орден «Знак пошани» — «за успішне виконання завдань Державного Комітету Оборони з нарощування потужностей, освоєння виплавки нових марок сталей та збільшення виробництва металу для оборонної промисловості»
- 1945 — медаль «За доблесну працю у Великій Вітчизняній війні 1941—1945 рр.»
- 1971 (посмертно) — Державна премія УРСР в галузі науки і техніки — «за створення і впровадження в промисловість комплексів машин та механізмів з підготовки металевої шихти для металургійних печей»
- два ордени Трудового Червоного Прапора
- медаль «За трудову доблесть»
- нагрудний знак «Ударник соціалістичного виробництва»
- грамоти Міністерства освіти УРСР